# Alejandro Nones
Alejandro Rafael Nones Marcano (Caracas, 9 de dezembro de 1982) é um ator, modelo e produtor venezuelano-mexicano.

## Biografia
Se formou como ator no México. Iniciou sua carreira em 2006, atuando no filme Así del precipicio.
Estreou na TV em 2007, na novela juvenil Lola, érase una vez. Nesse mesmo ano, atuou na telenovela Palabra de mujer.
Em 2010 regressou à tv na telenovela Zacatillo, onde interpretou o personagem Julio. Nesse mesmo ano, integrou o elenco da telenovela Teresa.
Já em 2011 participou da novela Amorcito corazón.
Em 2012 integrou o elenco da novela Corona de lágrimas e atuou ao lado de Victoria Ruffo, Maribel Guardia, Ernesto Laguardia e Mane de la Parra.
Em 2015 é confirmado no elenco da nova versão de Pasión y poder.

## Carreira

### Telenovelas
- Un extraño enemigo (2022) .... Alberto Sicilia Falcon
- Malverde: El Santo Patrón (2021-2022) .... Nazario Aguilar
- ¿Quién mató a Sara? (2021-2022) .... Rodolfo Lazcano
- Cuna de lobos (2019) .... Teniente Luis Alfredo Aguilar
- Amar a muerte (2018-2019) .... Jonathan "Johny" Corona
- La piloto (2017) .... Oscar Lucio
- Pasión y poder (2015-2016) .... Erick Montenegro Pérez
- Corona de Lárimas (2012-2022) .... Patricio Chavero Hernández
- Amorcito corazón (2011-2012) .... Rubén Díaz
- Teresa (2010-2011) .... Paulo Castellanos de Alba
- Zacatillo (2010) .... Julio Ocampo
- Los simuladores (2009) .... Alejandro
- Palabra de mujer (2007-2008) .... Octavio Longoria
- Lola, érase una vez (2007-2008) .... Waldo López

### Séries
- Los simuladores (2009)
- RBD, la familia (2007) .... Erik

### Cinema
- Lo que podíamos ser (2012)
- Me importas tú y tú (2009) .... Ismael
- En la oscuridad (2008)
- Así del precipicio (2006) .... Mathias

### Teatro
- Amanecí como con ganas de morirme  (2010)